# Ірлерштайн
Ірлерштайн (нім. Ihrlerstein) — громада в Німеччині, знаходиться в землі Баварія. Підпорядковується адміністративному округу Нижня Баварія. Входить до складу району Кельгайм. Центр об'єднання громад Ірлерштайн.
Площа — 23,10 км2. Населення становить 4295 ос. (станом на 31 грудня 2020).

## Галерея

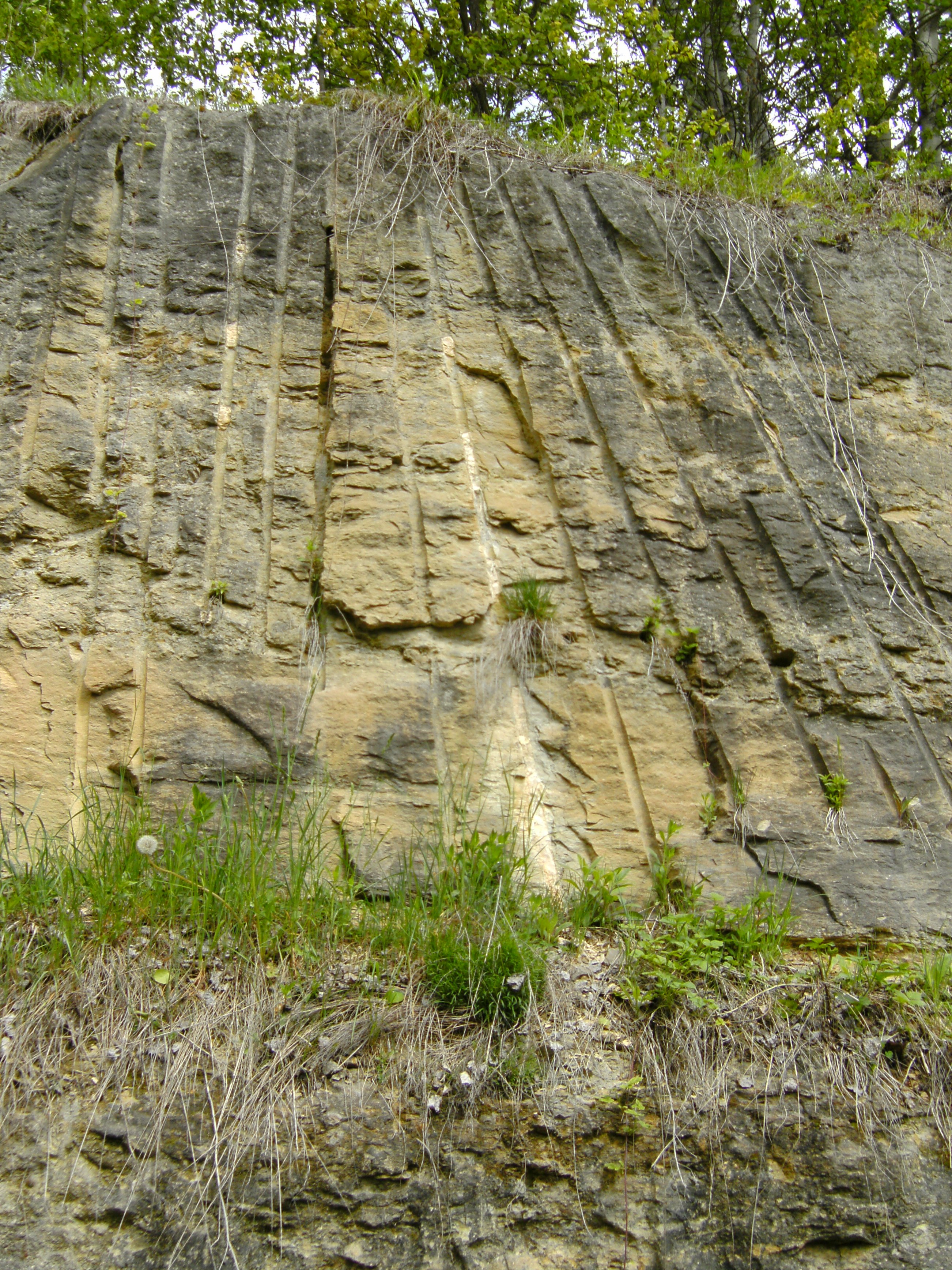
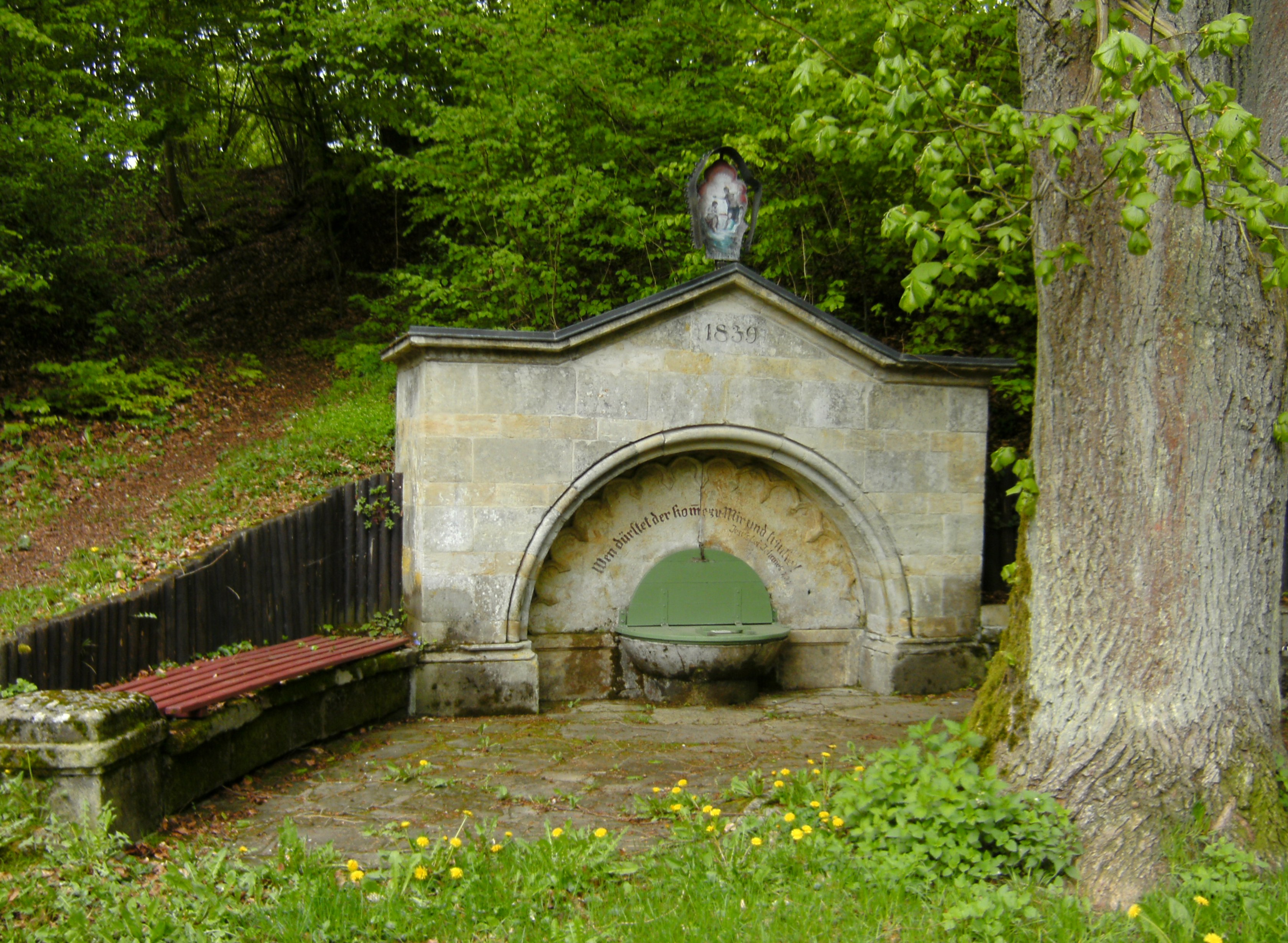